# Microcrambus castrella
Microcrambus castrella là một loài bướm đêm trong họ Crambidae.